# Aelfflaed
Aelfflaed (auch Ælfflæd, Ælfled) war eine Tochter Offas, des Königs von Mercia, und dessen Frau Cynethryth im angelsächsischen England.
Aelfflaed hat möglicherweise in den 770er Jahren neben ihrem Vater, ihrer Mutter und ihrem Bruder Ecgfrith eine Charta als Zeugin mitunterzeichnet, sowie 787 eine zweite, wobei noch zwei ihrer Schwestern in der Zeugenliste vertreten sind. In letzterem Dokument wird sie als virgo, das heißt unverheiratet bezeichnet.
Karl der Große schlug 789 vor, eine Tochter Offas (wahrscheinlich Aelfflaed) solle seinen Sohn Karl heiraten, was Offa mit dem Vorschlag, sein Sohn Ecgfrith solle dann im Gegenzug Karls Tochter Bertha heiraten, erwiderte. Dies führte zu einem Konflikt zwischen Mercia und dem Fränkischen Reich. Karl brach alle Kontakte mit den Angelsachsen ab und verbot es angelsächsischen Schiffen, fränkische Häfen anzulaufen. Die diplomatische Krise wurde erst nach mehreren Jahren – unter anderem durch die Vermittlung von Gervold, Abt des Klosters Saint-Wandrille – beigelegt.
Aelfflaed heiratete am 29. September 792 König Æthelred I. von Northumbria in Catterick. Die Ealdormen Ealdred und Wada führten eine Verschwörung an, der Æthelred am 18. April 796 in Cobre (Corbridge) zum Opfer fiel. Seine Witwe Ælfflæd zog sich in ein Kloster zurück.